# United States Armed Forces
Le United States Armed Forces (lett. "Forze armate degli Stati Uniti") sono le forze armate degli Stati Uniti d'America. Il comandante in capo è il presidente degli Stati Uniti, attualmente Donald Trump.

## Storia
Esse furono create durante il Congresso continentale. L'attuale configurazione è avvenuta, dopo la seconda guerra mondiale, con il National Security Act del 1947, che trasformò il Dipartimento della guerra nel nuovo National Military Establishment, subordinandogli quello della marina, e rinominato nel 1949 in Dipartimento della difesa; allo stesso tempo, il National Security Act istituì il Dipartimento dell'aeronautica e il Dipartimento dell'esercito (sempre alle dipendenze del Dipartimento della difesa), e il Consiglio per la Sicurezza Nazionale.
A differenza delle altre cinque forze armate, la Guardia Costiera è posta alle dipendenze del Dipartimento della Sicurezza Interna (Department of Homeland Security), invece di quello della difesa.

## Organizzazione di comando
Al vertice come comandante supremo vi è il presidente degli Stati Uniti d'America che come consigliere militare si avvale del segretario della difesa degli Stati Uniti d'America, che è anche membro del Gabinetto, e che nomina il capo dello stato maggiore congiunto. Sia il presidente che il segretario sono consigliati dal Joint Chiefs of Staff.
Il dicastero corrispondente nel governo degli Stati Uniti è il Dipartimento della difesa degli Stati Uniti d'America, lo United States Department of the Army, lo United States Department of the Navy, lo United States Department of the Air Force, e coordina i vari Unified Combatant Command.

## Le componenti
Le United States Armed Forces sono composte da sei degli otto servizi in uniforme degli Stati Uniti: 
- United States Army (esercito)
- United States Marine Corps (fanteria anfibia)
- United States Navy (marina)
- United States Air Force (aeronautica)
- United States Space Force (astronautica)
- United States Coast Guard (guardia costiera)[3]

In caso di operazioni e missioni congiunte le forze armate, esclusa la guardia costiera, lavorano assieme riunite sotto uno Unified Combatant Command, mentre la guardia costiera fa capo amministrativamente al Dipartimento della sicurezza interna e riceve gli ordini operativi dal relativo segretario, ma in caso di guerra può essere trasferita sotto il controllo del Dipartimento della marina.

### Riserva militare
Le forze di riserva consistono:
- National Guard of the United States
  - Army National Guard,
  - Air National Guard,
- United States Army Reserve,
- Marine Forces Reserve,
- United States Navy Reserve,
- United States Air Force Reserve
- United States Coast Guard Reserve.

### Polizia militare
- Military Police Corps

### Intelligence militare
- Military Intelligence Corps (U.S. Army)
- Marine Corps Intelligence Activity (Marine corps)
- Office of Naval Intelligence (U.S. Navy)
- Twenty-Fifth Air Force (U.S. Air Force)

## Dati statistici
Costituiscono le forze armate più potenti del mondo con 2.825.000 soldati, 1.600 navi, 22.700 aerei: l'apparato militare USA dispone di 7.200 testate nucleari capaci di armare duemila missili intercontinentali, 3.450 missili da sommergibile e 1.750 bombardieri.